# Minimalna plaća u Hrvatskoj
Minimalna plaća u Hrvatskoj uređena je Zakonom o minimalnoj plaći i određena kao najniža mjesečna plaća (bruto) isplaćena zaposleniku za cijeli radni dan na temelju 40-satnoga radnoga tjedna. Za radnike koji ne rade puno radno vrijeme, minimalna plaća je niža i razmjerna njihovome radnomu vremenu. Dodatna naknada za prekovremeni rad, noćni rad i rad nedjeljom i praznicima nije uključena u minimalnu plaću. Minimalna plaća preračunava se jednom godišnje i vrijedi za sljedeću kalendarsku godinu.
Od 1. siječnja 2018. godine minimalna bruto plaća u Hrvatskoj iznosi 3 439 kuna (oko 460 €), što je istovrjednik neto iznosu od 2 752 HRK (oko 370 EUR) ili 43% prosječne mjesečne plaće. U siječnju 2018. godine, minimalna plaća primilo je 45 245 radnika, u usporedbi s 80 000 radnika u 2014. godini.
Od 1. siječnja 2019. godine bruto minimalna plaća u Hrvatskoj iznosi 3 749 HRK (506,68 €), što odgovara neto iznosu od 3 000 HRK (405,36 €) ili 44,85% prosječne mjesečne plaće. Minimalna bruto plaća u 2019. godini povećala se za 310 HRK (41.89 €) s 3439 HRK (464,79 €) na 3749,80 HRK (506,68 €), a neto za 9%, za 248 HRK (33,51 €) iz 2752 HRK (371,85 EUR) do 3000 HRK (405,36 EUR). To je bilo najveće jednokratno povećanje minimalne plaće od 2008. godine. Prema procjenama hrvatskoga Ministarstva rada, oko 37 000 ljudi trenutno prima minimalnu plaću, tako da je to povećanje povećalo standarde za većinu ugroženih skupina. To su radnici koji rade u tekstilnoj, kožnoj, metalurškoj i drvnoj industriji.
| Minimalna plaća       | Minimalna plaća          |
| Godine                | Minimalna plaća u kunama |
| --------------------- | ------------------------ |
| 1996.                 | 1024                     |
| 1997.                 | 1045                     |
| 1998.                 | 1370                     |
| 1999.                 | 1500                     |
| 2000.                 | 1700                     |
| 2001.                 | 1700                     |
| 2002.                 | 1800                     |
| 2003.                 | 1858,50                  |
| 2004.                 | 1951,25                  |
| 2005.                 | 2080,75                  |
| 2006.                 | 2169,65                  |
| 2007.                 | 2298                     |
| 1.1.2008 – 1.7.2008   | 2441,25                  |
| 1.7.2008 – 31.5.2009  | 2747                     |
| 1.6.2009 – 31.5.2010  | 2814                     |
| 1.6.2010 – 31.5.2011  | 2814                     |
| 1.6.2011 – 31.5.2012  | 2814                     |
| 1.6.2012 – 31.5.2013  | 2814                     |
| 1.6.2013 – 31.12.2013 | 2984,78                  |
| 1.1.2014 – 31.12.2014 | 3017,61                  |
| 1.1.2015 – 31.12.2015 | 3029,55                  |
| 1.1.2016 – 31.12.2016 | 3120                     |
| 1.1.2017 – 31.12.2017 | 3276                     |
| 1.1.2018 – 31.12.2018 | 3439,80                  |
| 1.1.2019 – 31.12.2019 | 3749,80                  |
| 1.1.2020 – 31.12.2020 | 4062,51                  |
| 1.1.2021 – 31.12.2021 | 4250                     |
| 1.1.2022 – 31.12.2022 | 4687,50                  |
| 1.1.2023 – 31.12.2023 | 700 eura                 |

## Vanjske poveznice
- Minimalna plaća u svijetu  Arhivirana inačica izvorne stranice od 6. lipnja 2011. (Wayback Machine)
- Povećanje minimalne plaće u Hrvatskoj
- Hrvatska povećava minimalnu plaću u zemlji

|  | Portal Hrvatske: pristup člancima s tematikom o Hrvatskoj |